# Гемцитабін
Гемцитабін (лат. Gemcitabinum, англ. Gemcitabine) — синтетичний лікарський препарат, який за своєю структурою є аналогом піримідинових основ. Гемцитабін застосовується виключно внутрішньовенно. Гемцитабін уперше синтезований у 80-х роках ХХ століття в лабораторії компанії «Eli Lilly», та спочатку досліджувався як противірусний препарат, проте in vitro виявлено, що він має здатність пригнічувати клітини лейкемії. У подальших клінічних дослідженнях встановлено ефективність гемцитабіну при раку підшлункової залози, і вперше він був схвалений для клінічного застосування у Великій Британії в 1995 році, у 1996 році схвалений FDA для лікування раку підшлункової залози, в 1998 для лікування недрібноклітинного раку легень, а в 2004 році для лікування метастатичного раку молочної залози. У 2008 році гемцитабін отримав єдине схвалення на території ЄС, прийняте Європейським агентством з лікарських засобів.

## Фармакологічні властивості
Гемцитабін — синтетичний лікарський засіб, який за своєю хімічною структурою є аналогом піримідинових основ нуклеїнових кислот. Механізм дії препарату полягає в інгібуванні ферменту рибонуклеотидредуктази, що призводить до порушення синтезу ДНК, іншим імовірним механізмом дії препарату вважається можливість гемцитабіну вбудовуватися у структуру ДНК і РНК, внаслідок чого гальмується синтез піримідинових нуклеотидів у S-фазі мітозу. Оскільки мітотична активність більш виражена у клітин, які швидко ростуть, то гемцитабін більш активний до клітин злоякісних пухлин, а також клітин крові Гемцитабін застосовують для лікування злоякісних пухлин підшлункової залози, недрібноклітинного раку легень, раку сечового міхура, а також метастатичного раку молочної залози і прогресуючого або метастатичного раку яєчника. При раку підшлункової залози гемцитабін тривалий час є стандартом хіміотерапевтичного лікування в режимі монотерапії, та має низку переваг перед 5-фторурацилом, проте його застосування разом із оксиплатином або пеметрекседом дає лише незначне збільшення тривалості життя хворих при значному збільшенні кількості побічних ефектів. При недрібноклітинному раку легень найбільш ефективною вважається комбінація гемцитабіну з цисплатином. Гемцитабін також є дуже активним до ембріональних клітин, тому його застосування при вагітності може призвести як до народження дитини із чисельними вадами розвитку, так і до самовільного переривання вагітності або народження мертвої дитини, а також до пригнічення функції кісткового мозку в новонароджених дітей, хоча при довготривалих спостереженнях були випадки народження й здорових немовлят.

### Фармакокінетика
Гемцитабін швидко розподіляється в організмі після внутрішньовенної ін'єкції, біодоступність препарату становить 100 %. Препарат швидко метаболізується в організмі до своїх активних метаболітів. Гемцитабін погано зв'язується з білками плазми крові. Гемцитабін проникає через плацентарний бар'єр, даних за проникнення препарату в грудне молоко немає. Метаболізується гемцитабін у печінці з утворенням спочатку активних, пізніше неактивних метаболітів. Виводиться препарат із організму із сечею переважно у вигляді метаболітів, лише близько 1 % препарату виводиться з калом. Період напіввиведення гемцитабіну з організму становить 42-94 хвилин, і цей час може збільшуватися при виражених порушеннях функції печінки або нирок.

## Покази до застосування
Гемцитабін застосовують для лікування раку підшлункової залози, недрібноклітинного раку легень, раку сечового міхура, метастатичного раку молочної залози і прогресуючого або метастатичного раку яєчника.

## Побічна дія
При застосуванні гемцитабіну побічні ефекти спостерігаються досить часто, що зумовлено високою токсичністю препарату, особливо висока токсичність спостерігається при одночасному застосуванні гемцитабіну з іншими хіміотерапевтичними препаратами, зокрема цисплатином або пеметрекседом. Найчастішими побічними ефектами препарату є:
- Алергічні реакції та з боку шкірних покривів — висипання на шкірі, свербіж шкіри, алопеція, лущення шкіри, виразки на шкірі, екзема, синдром Стівенса-Джонсона, синдром Лаєлла, анафілактичний шок, гарячка.
- З боку травної системи — стоматит, виразки ротової порожнини, езофагіт, нудота, блювання, зниження апетиту, порушення функції печінки іноді з летальною печінковою недостатністю, діарея, запор, ішемічний коліт.
- З боку нервової системи — головний біль, безсоння або сонливість, порушення мозкового кровообігу, синдром зворотної задньої енцефалопатії, парестезії.
- З боку дихальної системи — задишка, бронхоспазм, кашель, риніт, набряк легень, пневмоніт, респіраторний дистрес-синдром.
- З боку сечостатевої системи — гематурія, протеїнурія; рідко ниркова недостатність, гемолітико-уремічний синдром.
- З боку серцево-судинної системи — аритмії, серцева недостатність, інфаркт міокарду,артеріальна гіпотензія, васкуліт.
- З боку опорно-рухового апарату — міалгія, біль у спині.
- Зміни в лабораторних аналізах — анемія, тромбоцитопенія, лейкопенія, нейтропенія, підвищення рівня білірубіну в крові, підвищення рівня активності амінотрансфераз, лужної фосфатази та гаммаглутамілтранспептидази в крові.
- Інші побічні ефекти — реакції у місці введення, периферичні набряки; при застосуванні під час вагітності можливі внутрішньоутробна загибель плода, вади розвитку плода, затримка росту плода, ембріональна токсичність.

## Протипокази
Гемцитабін протипоказаний при підвищеній чутливості до препарату, вагітності та годуванні грудьми.

## Форми випуску
Гемцитабін випускається у вигляді ліофілізату для приготування розчину для ін'єкцій по 0,2; 1,0; 1,5 і 2,0 г; а також у вигляді розчину для ін'єкцій по 10 або 40 мг/мл у флаконах по 20, 50 та 100 мл.